# Yolande Mukagasana
Yolande Mukagasana, née au Rwanda le 6 septembre 1954, est une infirmière et écrivaine rwandaise de langue française. Sa famille a été assassinée durant le génocide des Tutsis au Rwanda et, depuis lors, elle se consacre à faire connaître le génocide, à rendre aux victimes leur honneur et à militer pour une coexistence pacifique.

## Biographie
Infirmière anesthésiste pendant dix-neuf ans au centre hospitalier de Kigali, puis infirmière en chef d'un dispensaire privé qu'elle a ouvert dans la capitale, Yolande Mukagasana fait aussi fonction de médecin local. Elle assure les accouchements et les petites interventions. En 1988, elle épouse Joseph qui est orphelin depuis l'âge de 13 ans à cause du massacre des Tutsis de 1963. Ils ont trois enfants : Christian, Nadine et Sandrine,. 
Le 6 avril 1994, commence le génocide des Tutsis. Presque toute la famille de Yolande Mukagasana est assassinée : ses trois enfants, son mari, son frère et ses sœurs. Elle-même a la vie sauve grâce à une femme hutue qui la cache durant onze jours sous un évier et lui procure des faux papiers,.
Elle quitte le Rwanda en février 1995. Réfugiée en Belgique depuis 1995, elle obtient la nationalité belge en 1999. 
Elle reconstruit un centre d'accueil pour orphelins qui accueille vingt-et-un enfants, dix-sept sont à Kigali et quatre vivent avec elle en Belgique,.
En 1999, elle crée, avec le photographe belge Alain Kazinierakis, « Nyamirambo Point d’Appui» — Fondation pour la mémoire du génocide au Rwanda et la reconstruction », du nom du quartier où elle vivait à Kigali. L'association vise à éduquer, en particulier les jeunes, au respect des droits humains, à la diversité culturelle et à la coexistence en paix en faisant connaître le génocide à travers des récits, des pièces de théâtre, des expositions et des conférences, au Rwanda, dans de nombreux pays européens, au Canada, etc.
Yolanda Mukagasana participe comme témoin de contexte au procès qui se tient entre le 17 avril et le 8 juin 2001 devant la Cour d'assises de Bruxelles afin de juger quatre personnes de nationalité rwandaise accusées de crimes graves en lien avec le génocide. Ce procès est rendu possible par la loi de compétence universelle.

## Publications
Elle publie deux ouvrages autobiographiques, La mort ne veut pas de moi, Fixot, 1997, 267 p. (ISBN 978-2221085936), et N'aie pas peur de savoir, Paris, Robert Laffont, 1999, 320 p. (ISBN 978-2221088760). 
Dans ce dernier, elle met en cause la responsabilité de l’État français  et de son armée dans la préparation et la mise en œuvre du génocide tutsi. Ses livres sont traduits en plusieurs langues.
Elle contribue régulièrement par des articles à la revue La Nuit Rwandaise.
Elle publie également des contes[réf. nécessaire].
En 1999, le collectif Le Groupov réalise la pièce de théâtre Rwanda 94. Yolanda Mukagasana participe à son écriture avec Marie-France Collard, Jacques Delcuvellerie, Jean-Marie Piemme, Mathias Simons, Tharcisse Kalisa Rugano et Dorcy Rugamba. Ces cinq heures de témoignages et réflexions réunissent survivants, acteurs, chercheurs et journalistes. La pièce est représentée dans de nombreux pays.  Le texte est publié aux Éditions Théâtrales et fait l'objet d'un film de Marie-France Collard et Patrick Czaplinski. Il donne également lieu à des documentaires et de nombreuses publications.
Avec le photographe Alain Kazinierakis, elle publie un livre constitué de témoignages de survivants, intitulé Les blessures du silence, Actes Sud, 2001, 159 p. (ISBN 978-2742735631).

## Analyse de son témoignage
Le témoignage de Yolande Mukagasana a été plusieurs fois référencé et analysé dans le cadre de l'étude du génocide rwandais et de son expression[réf. nécessaire].  Par exemple, Emmanuel Muligo  a analysé la manière d'exprimer l'indicible et la fonction thérapeutique du témoignage sous un angle littéraire : stratégies discursives et procédés littéraires permettant de témoigner de l'expérience du génocide, d'aborder l'horreur, de préserver la mémoire de l'événement et de ses victimes...

## Distinctions
- Prix pour le Témoignage et la Solidarité, par la Fondation Alexandre Langer, en Italie, juillet 1998[7],[13]
- Prix pour la Compréhension Internationale entre les peuples et les Droits de l'Homme, par le Collège Européen de l'Université de Iéna, novembre 1999[13]
- Colombe d’or pour la paix pour son activité journalistique, par la Fondation Archivio Disarmo, Rome, juillet 2002[13]
- Prix de la femme du XXIe siècle pour la Résistance, par les associations des femmes au Centre Culturel de Schaerbeek, Belgique, mars 2003[13]
- Mention d'honneur du Prix UNESCO de l'éducation pour la paix, en reconnaissance de son action pour la mémoire du génocide au Rwanda, le 8 septembre 2003[1]
- Reconnaissance spéciale de lutte pour la paix, par le président de la région de Lombardie, janvier 2005[13]
- Prix du courage moral par l'American Jewish Committee[14]